# Čelkova Lehota
Čelkova Lehota (maďarsky Cselkószabadja, před rokem 1899 Cselkó-Lehota) je obec na Slovensku v okrese Považská Bystrica. Žije zde 148 obyvatel. V obci je moderní kostel svatých Petra a Pavla.

## Historie
Nejstarší písemná zmínka o obci pochází z roku 1471. Název obce i její historie je spjata s příslušníky starého zemanského rodu Čelků, psané v historických pramenech také Cselkó.